# Basquetebol nos Jogos Pan-Americanos de 1991
O basquetebol nos Jogos Pan-americanos de 1991 foi realizado na cidade de Havana. O torneio feminino iniciou as disputas do basquete entre os dias 3 e 12 de agosto e a competição masculina foi disputada entre 3 e 17 de agosto de 1991.
Dez equipes no masculino, divididas em dois grupos de cinco, e cinco equipes no feminino, participaram do torneio pan-americano.

## Países participantes
Um total de 10 delegações enviaram equipes para as competições de basquetebol. Argentina, Brasil, Canadá, Cuba e Estados Unidos participaram tanto do torneio masculino quanto do feminino.
| - ARG Argentina - BAH Bahamas - BRA Brasil - CAN Canadá - CUB Cuba | - USA Estados Unidos - MEX México - PUR Porto Rico - URU Uruguai - VEN Venezuela |

## Medalhistas
| Evento             | Ouro | Prata      | Bronze             |
| ------------------ | --- | ---------- | ------------------ |
| Feminino detalhes  | BRA Brasil | CUB Cuba   | USA Estados Unidos |
| Masculino detalhes | José Rafael Ortiz Federico López Raymond Gause Edwin Pellot Jerome Mincy James Carter Javier Colon Ramón Rivas Mario Morales Edgar Loja Pablo Alicea Richard Soto PUR Porto Rico | MEX México | USA Estados Unidos |

## Quadro de medalhas
| Ordem | País               | Medalha de ouro | Medalha de prata | Medalha de bronze |   |
| ----- | ------------------ | --------------- | ---------------- | ----------------- | - |
| 1     | BRA Brasil         | 1               |                  |                   | 1 |
| 1     | PUR Porto Rico     | 1               |                  |                   | 1 |
| 3     | CUB Cuba           |                 | 1                |                   | 1 |
| 3     | MEX México         |                 | 1                |                   | 1 |
| 5     | USA Estados Unidos |                 |                  | 2                 | 1 |
| TOTAL | TOTAL              | 2               | 2                | 2                 | 6 |